# Amiral Sacha
Amiral Sacha, född 31 mars 2010, är en fransk varmblodig travhäst. Han tränas i Frankrike av Florent Lamare och körs oftast av Gabriele Gelormini.
Amiral Sacha började tävla 2013. Han har till maj 2018 sprungit in 10,9 miljoner kronor på 48 starter varav 15 segrar, 12 andraplatser och 5 tredjeplatser. Bland hans största segrar räknas Prix Henri Levesque (2015), Prix Jean Le Gonidec (2015), Prix du Plateau de Gravelle (2016), Grand Prix de Wallonie (2016), Prix Chambon P (2016) och Prix des Ducs de Normandie (2017). Han har även kommit på andraplats i Grand Prix l'UET (2014), Prix Octave Douesnel (2014), Critérium Continental (2014) och Prix de Sélection (2016) samt på tredjeplats i Prix René Ballière (2016, 2017).
Amiral Sacha blev den 16 maj 2018 inbjuden till att delta i 2018 års upplaga av Elitloppet på Solvalla, efter att han slutat på tredjeplats i Prix des Ducs de Normandie. Kretsen kring hästen bjöds in till Elitloppet redan 2017, men valde då att avstå. I Elitloppet 2018 slutade han på sjätteplats i sitt försökslopp, och kvalificerade sig därmed inte bland de fyra som gick vidare till final.